# تیمورنامه
تیمورنامه یا تَمُرنامه، یک حماسه منظوم به زبان فارسی است که به سرگذشت امیر تیمور گورکانی، بنیان‌گذار دودمان تیموری می‌پردازد. این اثر را عبدالله هاتفی خرجردی در سال ۸۹۶ ه‍.ق به نظم درآورد و آن را به سلطان حسین بایقرا، فرمانروای تیموری خراسان تقدیم کرد. تیمورنامه هاتفی به‌لحاظ شیوه ادبی، تقلیدی از شاهنامه فردوسی و اسکندرنامه نظامی محسوب می‌شود. تیمورنامه با ۴۷۰۱ بیت در بحر متقارب مثمن محذوف، بخشی از خمسه بی‌سرانجام هاتفی است.
بنابر سروده هاتفی، منبع او برای به نظم کشیدن تیمورنامه، ظفرنامه نام داشته است. دو کتاب دربارهٔ زندگی تیمور با نام ظفرنامه نوشته شده‌اند؛ یکی از نظام‌الدین شنب غازانی و دیگری از شرف‌الدین علی یزدی که برپایه کار شنب غازانی بوده، ولی مفصل‌تر از آن است و تا زمان مرگ تیمور را نیز پوشش می‌دهد. منبع شاعر احتمالاً ظفرنامه یزدی بوده است. هاتفی دربارهٔ اینکه چرا به‌جای اسکندر به زندگانی تیمور پرداخته، این‌گونه توضیح می‌دهد:
| در اوراق فرسوده روزگار    |  | ندیدم ز اسکندر نامدار     |
| حدیث صحیحی که سازش کنم    |  | ز کلک دُر افشان طرازش کنم  |
| نکردم ز افسانه بی‌فروغ     |  | ز اسکندر مرده نقل دروغ    |
| سخن آفرینان حسّان کلام     |  | که بودند سردفتر خاص و عام |
| شدند آن حریفان فرخنده رای |  | بسوی تمرنامه‌ام رهنمای     |
| که آن نامور نامه خسروی    |  | بود در خور نامه مانوی     |
| چو دیدم در آن قصه پرفروغ  |  | ظفرنامه‌ای یافتم بی‌دروغ    |

بااین‌حال برپایه ابیات دیگری، به‌نظر می‌رسد که رهایی از فشار فقر و تنگدستی، انگیزه اصلی هاتفی برای سرودن این اثر بوده تا به این وسیله پاداشی از حسین بایقرا دریافت کند:
| شها شهریارا سرا سرورا    |  | خداوند گارا جهان پرورا  |
| ز فکر معاشم سراسیمه وار  |  | سراسیمه دارد مرا روزگار |
| گر اندک زمانم فراغی بود  |  | بکام دل خود دماغی بود   |
| دهم آنچنان داد را در سخن |  | که حیران بماند سپهر کهن |

دربار تیموری اما درنهایت پاداش درخوری به هاتفی نمی‌دهد و شاعر که احساس می‌کرد با مدح پادشاه خون‌ریزی چون تیمور، آخرت خود را نیز از دست داده، این‌گونه به حال خودش افسوس می‌خورد:
| نی کلکم آفاق را کرد پُر        |  | ز اوصاف شهزادگان تَمُر         |
| شب و روز اوصافشان ساختم       |  | بدین و بدنیی نپرداختم        |
| تهی دستم اکنون نه دنیی نه دین |  | ازیشان نه آن حاصلم شد نه این |

با اینکه هاتفی، تیمورنامه را در پیروی از اسکندرنامه نظامی سرود و تأثیر کار نظامی بر این منظومه قابل مشاهده است، اما همان‌طور که خود هاتفی اشاره کرده، مهم‌ترین مرجع ادبی او برای به نظم کشیدن تیمورنامه، شاهنامه فردوسی بوده است.

## نام اثر
نام اصلی این منظومه تیمورنامه است که شاعر برای وزانت شعر، آن را به‌صورت تَمُرنامه ذکرکرده و تیمور را نیز تَمُر خوانده است. از این منظومه با نام‌های ظفرنامه و اسکندرنامه تیموری نیز یاد کرده‌اند.

## جایگاه
اگرچه تیمورنامه از نظر ادبی به پای شاهنامه و اسکندرنامه نمی‌رسد، اما از دیگر حماسه‌های تاریخی سروده شده در دوره مغول و تیموری، از جمله شهنامه چنگیزی و ظفرنامه مستوفی، از جایگاه ادبی بالاتری برخوردار است. شناسایی بیش از ۱۵۰ نسخه از تیمورنامه، به‌خوبی این موضوع را نشان می‌دهد. باذل مشهدی در حمله حیدری، هاتفی را پنجمین حماسه‌سرای شاخص ادب فارسی پس از فردوسی، اسدی توسی، نظامی گنجوی و خواجوی کرمانی دانسته است:
| بدیدم ز هر سو یکی انجمن   |  | ستاده سر راه را کرده بند    |
| همه زورمند و همه یکه‌تاز   |  | به ملک سخن دست کرده دراز    |
| ... رسیدم به فردوسی انجمن |  | بدیدم سر راه کرده است بند   |
| ز شهنامه بر دوش گرز گران  |  | وزان گشته سرکوب هر همگان    |
| دگر سو اسد شور انداخته    |  | درفش فریدون برافراخته       |
| دگر سو ستاده نظامی چه کوه |  | ز فر سکندر گرفته شکوه       |
| به سوی دیگر خواجو آراسته  |  | ز سام نریمان مدد خواسته     |
| به جای دیگر هاتفی در فغان |  | که این بند را بسته صاحبقران |

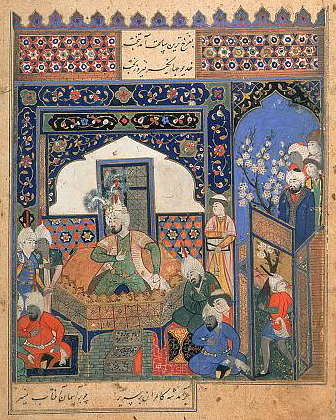
برتخت‌نشینی تیمور در بلخ، نسخه خطی مربوط به دوره صفوی از تیمورنامه

علی‌شیر نوایی در مجالس‌النفائس ضمن تجلیل از تیمورنامه، از رواج بیتی از آن دربارهٔ «وصف میدان جنگ» میان مردم خبر داده است:
| فتاده در آن پهن دشت درشت |  | سر ناتراشیده چون خارپشت |

ادگار بلوشه و منوچهر مرتضوی، تیمورنامه را بهترین حماسه تاریخی از عهد مغول و تیموری دانسته‌اند. بااین‌حال مرتضوی افزوده که این اثر «تقلیدی مذبوحانه» از شاهنامه و اسکندرنامه به‌حساب می‌آید.
درجریان دیداری میان شاه اسماعیل یکم و هاتفی، شاه از او خواست که حماسه‌ای دربارهٔ سرگذشت او به سبک تیمورنامه بسراید. منظومه سفارشی با درگذشت هاتفی نیمه‌کاره ماند و آنچه امروز مانده، شامل ۱۱۳۷ بیت، نامور به «شاهنامه هاتفی» است. دست‌نویس‌های نفیس و تذهیب‌شده‌ای از تیمورنامه در عثمانی، ایران صفوی، هند تیموری و فرارود تحت سلطه شیبانیان تهیه شد که اقبال گسترده به این اثر از استانبول تا دهلی را نشان می‌دهد. تیمورنامه گاهی به‌صورت مستقل و گاهی همراه سایر سروده‌های خمسه هاتفی نسخه‌برداری می‌شد.